# Irene Espínola Pérez
Irene Espínola Pérez (Almuñécar, Granada, 19 de diciembre de 1992) es una exjugadora española de balonmano que jugó de lateral con la Selección Española de Balonmano. Su último club como profesional fue el rumano CS Rapid de Bucarest.

## Carrera
Irene Espínola empezó su andadura en el colegio Río Verde para pasar al equipo de su pueblo natal, BM. Almuñécar. Su gran altura desde pequeña, le lleva a ser fija en la Selección andaluza de todas las categorías base, hasta que una madurez impropia de su edad y su enorme talento la llevan en la temporada 2009/10 a fichar en Liga ABF por el  BM. Fem. Elda Prestigio, firmando un contrato profesional por dos años con opción a un tercero.
En esta temporada, se convierte en titular de la Selección valenciana juvenil, participando en el Campeonato de España por Selecciones Autonómicas y proclamándose campeona de España. Además es una de las máximas goleadoras del Torneo, celebrado en Zaragoza (2010). Esta temporada, ya con su club, alternó el equipo juvenil, con el que quedó sexta de España en el Campeonato de España por clubes celebrado en Valladolid, y el primer equipo  BM. Fem. Elda Prestigio de categoría Liga ABF, el cual se proclama subcampeón de la Liga regular.

### Debut en Liga ABF
El 3 de febrero de 2010, Irene debuta en la máxima categoría del balonmano femenino, en el partido correspondiente a la 14ª jornada, entre los equipos de Prosalia Elda Prestigio y Bm. Parc Sagunt. Juega 20 minutos, contribuyendo a la victoria de su equipo (25-21) con 1 gol de 2 lanzamientos, cuajando un buen encuentro. En los encuentros posteriores, Irene se convierte en una fija de las convocatorias de su entrenadora Diana Box.
En la temporada 2010/2011, Irene deja de ser juvenil y asciende al primer equipo como una de las estrellas de la cantera.
Tras tres años en el club eldense baja un escalón en las competiciones nacionales y ficha por el club  Oviedo Balonmano Femenino, siendo una de las jugadoras que conquista el primer ascenso del club en la temporada 2014-15. Lamentablemente, al año siguiente el club desciende a pesar de su aportación de 146 goles en 25 encuentros y, tras una nueva temporada en la División de Honor Plata Irene decide fichar por el Balonmano Zuazo, cuando cuenta con 23 años y formar dupla de cañoneras con la alemana Laura Steinbach y coincidió con la portera española Merche Castellanos. Promedió 4,5 goles por partido para un total de 107 dianas.

### Salto a Europa
Tras una primera prueba en el verano del 2016, antes de su fichaje por el club zuazotarra, saltó a la Bundesliga alemana definitivamente en 2017 para formar parte del Borussia Dortmund, con el que solo estuvo un año. En el verano del 2018, y antes de mudarse al Neckarsulmer Sport-Union (donde disfrutó de 4 temporadas) viajó a su pueblo natal con el equipo en una concentración previa al campeonato.
En enero de 2022 se anunció que la jugadora sexitana fichaba por el Rapid de Bucarest de Carlos Viver donde coincidió con las jugadoras españolas Alicia Fernández o Marta López. Se retiró tras esa única temporada donde consiguió el subcampeonato.

## Selección española
Es internacional con la Selección española de balonmano con la que compitió un total de 33 partidos y anotó 35 goles. Además fue internacional con la selección promesas en 6 ocasiones, siendo una de las máximas goleadoras con 22 goles. Allí coincidió con las sexitanas Paula García y Marina Franco. También fija en la Selección española juvenil siendo internacional en 16 ocasiones, anotando un total de 14 goles.
Junto a su paisana Paula García consiguió la medalla de oro en el Mundial Universitario de 2016.
Tras la baja de Anna Manaut, el 17 de marzo de 2017 debutaba con la selección absoluta española en un amistoso ante Rumanía, venciendo por 21-24. Este partido dio paso a otro choque dos días más tarde ante las balcánicas que también jugó y se perdió (21-24) en el mismo escenario: el Dinamo Sport Hall de Izvorani. Tras la llamada de Jose Ignacio Prades compitió en el Mundial de España luciendo el número 51. En principio iba como relevo de Lara González pero cuando Lara se lesionó tuvo que coger galones de titular y ayudó a la cuarta plaza de España en su mundial.
Se quedó fuera de la lista definitiva para los Juegos Olímpicos de Tokio al ser uno de los descartes de Carlos Viver.

## Palmarés
- 3ª Campeonato de Andalucía por clubes (categoría cadete) (Almuñécar, abril 2008)
- 3ª Campeonato de España por clubes (categoría cadete) (Almuñécar, mayo 2008)
- Campeonato de España por Selecciones Autonómicas (Zaragoza, enero 2010)
- Subcampeonato Liga ABF (Elda, 2009/10)
- Subcampeonato Copa EHF (Elda y Randers, 2009/10)
- Subcampeonato Copa ABF (Telde, Las Palmas de Gran Canaria, febrero de 2011)
- Subcampeonato Liga ABF (Elda, 2010/11)
- Subcampeonato Liga Rumana (Rapid de Bucarest, 2022/23)

### Galardones
- Sexitana de oro (2023)[16]

## Clubes
| Club                                | País                | Año         |
| ----------------------------------- | ------------------- | ----------- |
| Bm. Almuñécar                       | Bandera de España   | 2004 - 2009 |
| Bm. Femenino Elda Prestigio Juvenil | Bandera de España   | 2009 - 2010 |
| Prosalia Elda Prestigio             | Bandera de España   | 2010 - 2013 |
| Oviedo Balonmano Femenino           | Bandera de España   | 2013 - 2016 |
| Balonmano Zuazo                     | Bandera de España   | 2016 - 2017 |
| Borussia Dortmund Handball          | Bandera de Alemania | 2017 - 2018 |
| Neckarsulmer Sport-Union            | Bandera de Alemania | 2018 - 2022 |
| Rapid de Bucarest                   | Bandera de Rumania  | 2022 - 2023 |

## Vida
Hija del maestro Antonio Espínola y de la agente de seguros Nuria Pérez, es la segunda de tres hermanos (única niña de la casa). Admira a Oana Chirila, Isabel Bastero y Silvia Navarro.